# 高知県社会人サッカーリーグ
高知県社会人サッカーリーグ（こうちけんしゃかいじんサッカーリーグ）とは、全国の各都道府県にあるサッカーの都道府県リーグのひとつ。高知県のクラブチームが参加するリーグである。

## 概要・レギュレーション
高知県サッカーリーグは3部構成となっている（2024年）。
- 1部（13チーム）
- 2部（11チーム）
- 3部（6チーム×2ブロック）

参加チーム数の減少に伴い、2021年より2部は1ブロック制となった。

### 昇格・降格に関して
- 1部優勝チームは四国リーグチャレンジチーム決定戦に進出する。ただし、大学チームが優勝した場合や出場辞退があったは2位以下のチームが繰り上げ出場となる。

- 2部優勝チームは1部に自動昇格。1部12位は2部に自動降格。
- 1部10位と2部3位、1部11位と2部2位による入替戦を行う。引き分けの場合は1部所属チームが残留となる。

## 参加チーム（2025年）

### 1部
- 中村クラブ
- セルレオッソ
- FC R,S,G
- 昭和クラブ
- 高知大学医学部サッカー部
- FC KUROSHIO84
- ロッサライズKFC
- 蹴技FC一宮
- エントラーレ高知FC
- 高知工科大学サッカー部
- FC柳町
- FC.BOMBERO
- Arancio Giocare

## 歴代優勝チーム

### 1部
- 2004年～2016年：高知大学
- 2017年：高知大学医学部
- 2018年：中村クラブ
- 2019年：FC柳町[2]
- 2020年：中村クラブ[3]
- 2021年～2023年：ロッサライズKFC[4][5]
- 2024年：セルレオッソ[1]

### 2部
- 2007年 Aブロック：朝倉蹴球会、Bブロック：KGM
- 2008年 Aブロック：南国クラブ、Bブロック：愛宕・南国FCセルレオッソ
- 2009年 Aブロック：香我美SC、Bブロック：窪川FC
- 2010年 Aブロック：マイスター、Bブロック：FC1984
- 2011年 Aブロック：SC安芸、Bブロック：蹴技FC一宮
- 2012年 Aブロック：中村クラブ、Bブロック：『N+N』
- 2013年 Aブロック：FC R,S,G、Bブロック：大方SC
- 2014年 Aブロック：三和クラブ、Bブロック：佐川FC
- 2015年 Aブロック：須崎FC、Bブロック：NARO NANGOKU FC
- 2016年 Aブロック：FC1984、Bブロック：高知工科大学
- 2017年 Aブロック：四万十FC、Bブロック：AMISTAD MAMA
- 2018年 Aブロック：FC.BOMBERO、Bブロック：FC KUROSHIO84
- 2019年 Aブロック：四万十FC、Bブロック：Arancio Giocare[2]
- 2020年 Aブロック：セルレオッソ、Bブロック：バモスFC[3]
- 2021年：calcagrande[4]
- 2022年：ENTRARE KFC[5]
- 2023年：ASAHI HARUNO FOOTBALL FELLOW[6]
- 2024年：Arancio Giocare[1]